# Thomas Robert Bugeaud
Thomas Robert Bugeaud   (Llemotges, 15 d'octubre de 1784 - París, 10 de juny de 1849) va ser marquès de la Piconnerie, duc d'Isly, un mariscal de França i governador general d'Algèria.

## Biografia
El 1802 entrà en l'exèrcit i el 1804 en la guàrdia com a granader. Va pujar a tinent a la batalla d'Austerlitz, va combatre a la batalla de Pułtusk el 1806 i amb Louis Gabriel Suchet a Lleida, Tortosa i Tarragona, distingint-se en la batalla de l'Ordal en 1813. Nomenat coronel el 1814, manava el 1815 l'avantguarda de l'exèrcit dels Alps, de Suchet. Durant la Restauració va estar retirat i es va dedicar al cultiu de les seves terres al departament de la Dordonya per millorar l'agricultura i la situació dels vilatans. Nomenat el 1831 mariscal de camp, va entrar a la Cambra com a diputat pel Perigús i va fer una ardent defensa del Govern.
El 1833 va tenir presa, com a governador de Blaye, Maria Carolina de Borbó-Dues Sicílies (duquessa de Berry), a qui va tractar amb tal consideració que es va atreure les més severes censures dels realistes i de l'opinió imparcial. Atacat a la Cambra amb aquest motiu pel diputat Dulong, va donar mort a aquest en un desafiament a pistola. El 1836 va passar a l'Àfrica alliberant a les tropes que Abd el-Kader tenia assetjades a Tafna, guanyant després la batalla de Sikkak el 6 de juliol, per la qual cosa va ser ascendit a tinent general.
El 1837 va obtenir el govern de la província d'Orà amb les més àmplies atribucions. Per encàrrec del governador general Damrémont va signar amb Abd-el-Kader el tractat de Tafna. Es va distingir especialment a l'organització de la província. En tornar a França es va tornar a asseure a la Cambra figurant en el partit del centre. Va advocar el 1840 per la fortificació de París. El 29 de desembre de 1840 va ser nomenat governador general d'Algèria i va acabar tenint més de 100.000 homes amb els que va emprar estratègies inspirades en la seva experiència en la lluita contra els guerrillers durant la guerra del francès amb soldats amb un equipament lleugers, substituint els vehicles per bèsties de càrrega que carregaven l'artilleria. Les tropes es dividiren en columnes mòbils que perseguien els combatents sense descans i creant un buit davant d'ells cremant pobles i eliminant els ramats. La seva gestió li va valer els aplaudiments de part de l'oposició.
En esclatar les hostilitats amb el Marroc, va penetrar en territori marroquí i va vèncer l'enemic a Isly d'una manera decisiva (1844). A conseqüència d'aquesta acció fou anomenat mariscal de França i duc d'Isly. Des llavors va treballar activament en l'administració i la prosperitat d'Algeria que va abandonar en 1847 per tornar a França, després d'haver organitzat admirablement la colonització d'aquestes recentment conquerides terres.
En esclatar la revolució el 1848 tenia el comandament de l'exèrcit de París que el rei li va retirar. En proclamar-se la República la va reconèixer, però no va trigar a retirar-se a les seves possessions d'Exideuil. A l'adveniment a la presidència del príncep Lluís Bonaparte, se li va conferir el comandament de l'exèrcit dels Alps; però al cap de poc va morir de còlera. El 1852 se li va erigir un monument a Alger i Perigús.
El mariscal Bugeaud va escriure nombroses obres, entre les quals citarem:
- Essai sur quelques manoeuvres d'infanterie (Lió, 1815);
- Mémoires sur l'impót du sel (París, 1831);
- Aperçus sur quelques détaile de la guerre (París, 1832);
- De l'organisation unitaire dans l'armée avec l'infanterie partie detachée, partie cantonée (París, 1835);
- Reflexions sur l'état de guerre en Biscaye et en Navarre (París, 1835);
- De la guerre des ruses (1836, inèdita);
- Mémoire sur notre établissement dans la province d'Oran, par suite de la paix (París, 1838);
- Etablissement de légions de colons militaires dans les possessions françaises de nord de l'Afrique (París, 1838);
- La guerre d'Afrique (París, 1839);
- Etablissement das troupes a cheval dans les grandes fermes, Lettre d'un lieutenant de l'armée d'Afrique (París, 1841);
- L'Algerie, moyen d'utiliser et de conserver notre conquéte París, 1842);
- Du service desavant-postes et des reconnaissances en Afrique (Alger, 1842);
- Exposé de l'état actuel de société arabe (Alger, 1844);
- Discours de M. la maréchal duc d'Isly dans la discussion de l'adresse (París, 1845);
- Instructions pratiquea du maréchal Bugeaud pour les troupes en campagne; Nécessité pour la France d'une puissante armée et considerations nouvelles sur les troupesà cheval; Réflexions et souvenirs militaires (Alger, 1845);
- Reforme aux discours prononcés par M. de Corcelles, députe de l'Orne, dans la séance du 22 mai 1845 etc. (Alger, 1845);
- Relation de la bataille d'Isly suivie du rapport de M. le maréchal-gouverneur (Alger, 1845);
- Quelques réflexions sur trois questions fondamentales de notre établissement en Algérie (París, 1846);
- De la Colonisation de l'Algérie (Alger, 1847);
- Observations de M. le maréchal-gouverneur-général sur le projet de colonisation présenté pour la province d'Oran par M. le lieutenant général Lamoriciére (Alger, 1847);
- Les socialistes et le travail en commun (París, 1948);
- Veilléses d'une chaumiére de la Vendée (París i Lió, 1849):

Les seves Oeuvres militaires van ser col·leccionades per Weil (París, 1883).
El 2023, París va decidir canviar el nom de l'avinguda Bugeaud, atès que aquesta persona havia comès abusos durant la colonització d'Algèria. Marsella i Perigús ja havien retirat el seu nom en casos semblants anteriorment.